# ستانغ
ستانغ  هي بلدية في مقاطعة، هدمارك في النرويج. وهي جزء من منطقة التقليدية من هدماركن. المركز الإداري للبلدية هو قرية ستانغبين.

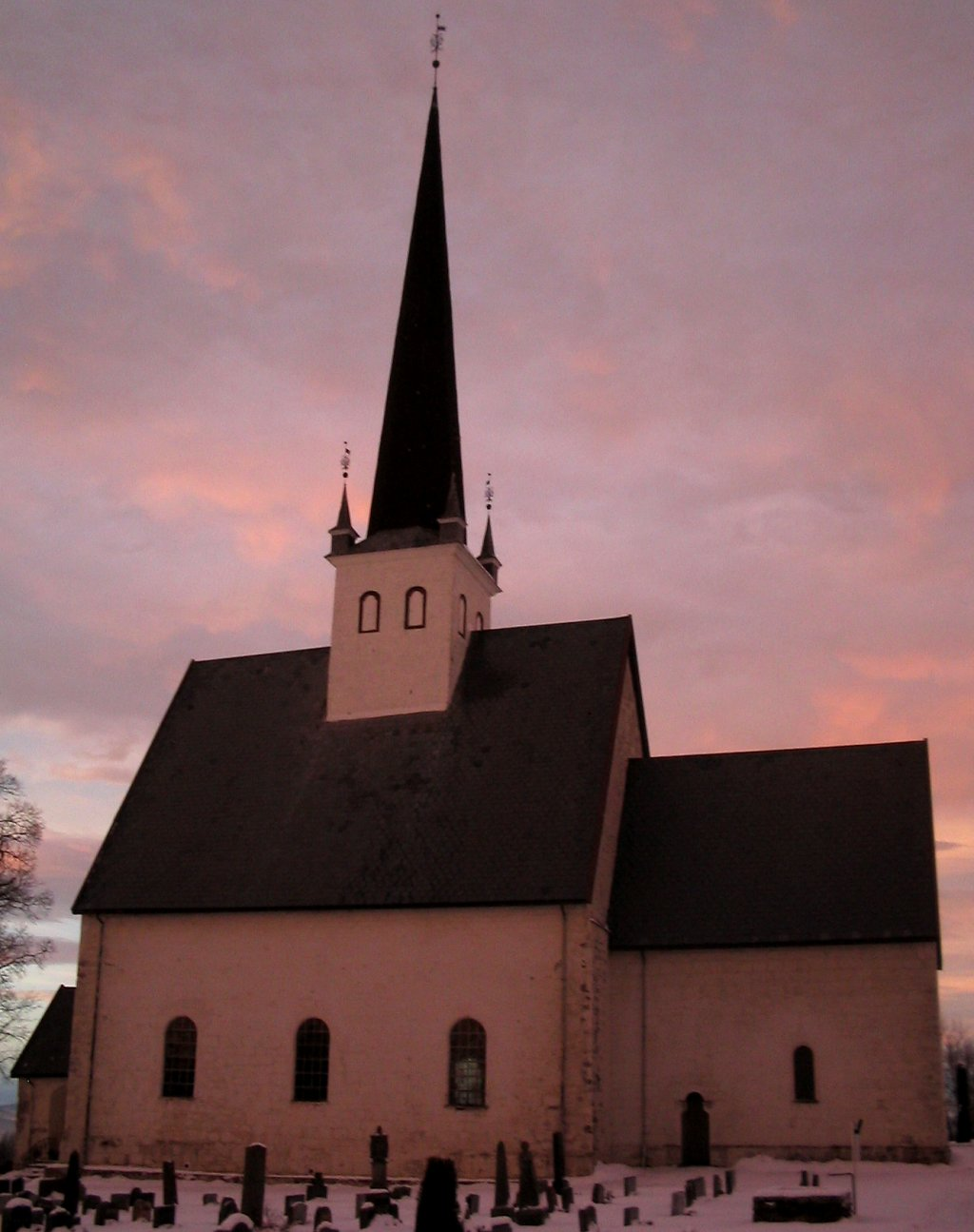
كنيسة ستانغ

## مدن شقيقة
المدن التالية لها توأمة مع ستانغ:
- - Botkyrka, محافظة ستوكهولم, السويد
- - Brøndby, إقليم هوفدستادن, الدنمارك
- - Montalegre, المنطقة الشمالية (البرتغال), البرتغال

## أعلام
- أكسل هاغن
- أول هولم
- جون بيرغ
- أودفار نوردلي

## وصلات خارجية
- Municipal fact sheet from إحصاءات النرويج  [لغات أخرى]‏
- Municipal website (بالنرويجية)